# Crossmedialità
Con il termine crossmedialità (o crossmedia, cross-media) ci si riferisce alla possibilità di mettere in connessione i mezzi di comunicazione l'uno con l'altro, grazie allo sviluppo e alla diffusione di piattaforme digitali. Un sistema che utilizza crossmedialità si definisce "crossmediale".
Le informazioni vengono emesse, e completate, in virtù dell'interazione tra i media, per cui si assiste a performance comunicative nelle quali i principali mezzi di comunicazione interagiscono fra di essi, dispiegando l'informazione nei suoi diversi formati e canali.
In questa tendenza, internet è il mezzo che meglio si adatta perché nel gioco di rinvii da un mezzo, o un apparecchio, all'altro, spesso è coinvolto il world wide web: per esempio è consultato in diretta nelle trasmissioni televisive; la carta stampata fornisce codici da digitare per entrare in aree riservate dei siti web; la promozione di prodotti avviene lanciando storie che rimpallano dall'offline all'online e viceversa, la locandina o l'adesivo su un prodotto possono avere un codice QR per permettere di leggere gli approfondimenti via smartphone o tablet.. 